# Granica boliwijsko-paragwajska
Granica boliwijsko-paragwajska - granica międzypaństwowa o długości 750 kilometrów dzieląca terytoria Boliwii i Paragwaju.
Granica ta biegnie od trójstyku granic Argentyny, Boliwii i Paragwaju (w okolicy miejscowości La Esmeralda nad rzeką Pilcomayo) w kierunku północno-północno-wschodnim do szczytu Cerro Capitán Ustares, gdzie skręca na wschód w kierunku miejscowości Fortín Galpón, przy której na krótkim odcinku biegnie w kierunku południowym do rzeki Paragwaj, gdzie kończy się na trójstyku granic Boliwii, Brazylii i Paragwaju.
Granica w obecnym przebiegu istnieje od 1938 roku i została ustanowiona traktatem zawartym w Buenos Aires po boliwijsko-paragwajskiej wojnie o Gran Chaco.